# تپه باغ کشکه
تپه باغ کشکه مربوط به دوران‌های تاریخی پس از اسلام است و در شهرستان بروجرد، بخش مرکزی، روستای دودانگه واقع شده و این اثر در تاریخ ۱۲ بهمن ۱۳۸۱ با شمارهٔ ثبت ۷۱۴۲ به‌عنوان یکی از آثار ملی ایران به ثبت رسیده است.